# Bank-Monument (stanice metra v Londýně)
Bank-Monument je komplex stanic londýnského metra a Docklands Light Railway v londýnské City. Stanicí Bank (pojmenované po Bank of England) prochází linky Northern, Central, Waterloo & City a DLR. Stanicí Monument (pojmenované po památníku Velkého požáru Londýna) prochází linky District a Circle.
Celý komplex tvoří osmou nejvytíženější stanici londýnského metra a v roce 2009 zde vystoupilo a nastoupilo přes 40 miliónů cestujících.